# うき うき ふなっしー♪ 〜ふなっしー公式アルバム梨汁ブシャー!〜
『うき うき ふなっしー♪ 〜ふなっしー公式アルバム梨汁ブシャー!〜』（うき うき ふなっしー♪ 〜ふなっしーこうしきアルバムなしじるブシャー!〜）は、2014年12月17日に発売されたふなっしーの1枚目のアルバム。

## 概要
- ふなっしーが歌手としてメジャーデビューを果たして1年経った記念での自身初のアルバム作品。
- これまで発売された2枚のシングル「ふな ふな ふなっしー♪ 〜ふなっしー公式テーマソング〜」「ぶぎ ぶぎ ふなっしー♪ 〜ふなっしー公式テーマソング第二弾〜」に加えて、新曲「梨空レインボー」が収録されている。

## 収録曲

### CD
1. イントロなっしー♪ [0:44]
2. ふな ふな ふなっしー♪ 〜ふなっしー公式テーマソング〜 [3:31]
  - 作詞・作曲：ふなっしー 編曲：高見沢俊彦
  - 2013年11月27日発売デビューシングル
3. ふなっしーの買い物わっしょい! [3:41]
  - 作詞：ふなっしー、Shufoo!ゴーストライターズ 作曲・編曲：小西康陽
4. ぶぎ ぶぎ ふなっしー♪ 〜ふなっしー公式テーマソング第二弾〜 [4:24]
  - 作詞：ふなっしー 作曲：星グランマニエ、綾小路翔 編曲：氣志團
  - 2014年8月20日発売2ndシングル
5. 梨空レインボー [4:46]
  - 作詞：ふなっしー　作曲・編曲：高見沢俊彦
  - 2015年1月16日放送のフジテレビ『音楽の時間 〜MUSIC HOUR〜』でテレビ初披露された。
6. ぶぎ ぶぎ ふなっしー♪ 〜ふなっしー公式テーマソング第二弾〜 (EDM リミックス) [4:27]
7. ご当地キャラエレジー [5:02]
  - 作詞：ほぼニッチP、ふなっしー　作曲：ほぼニッチP　編曲：ほぼニッチP、Yamachi
8. ふな ふな ふなっしー♪ 〜ふなっしー公式テーマソング〜 (ほぼニッチPバージョン) [3:39]
9. アウトロなっしー♪ [0:20]
10. ふなっしーの「ふな ふな ブシャらじお」第三回〜特別篇〜 (ボーナストラック) [42:07]

### DVD
1. 梨空レインボー (ミュージックビデオ) [4:42]
2. 梨空レインボー (いとうまゆとふなっしーによる振付け解説ビデオ) [7:41]
3. 貴重なレコーディング、MV撮影メイキング映像